# Vlag van Ardennes

Vlag van Ardennes

De vlag van Ardennes is de niet-officiële vlag van het Franse departement Ardennes. Net als de meeste andere departementen van Frankrijk heeft Ardennes geen officiële vlag, maar wordt de hier rechts afgebeelde vlag op niet-officiële wijze gebruikt. De vlag is afgeleid van het wapen van dit departement.
De vlag is verdeeld in twee hoofddelen. Het bovenste deel is rood met drie gele weefkammen, gelijkmatig verdeeld. Het onderste deel is blauw met een witte diagonale baan die van de onderste linkerhoek naar de bovenste rechterhoek loopt. Deze baan wordt aan beide zijden begrensd door een gouden borduurwerk.
Het ontwerp toont die van de voormalige provincie Champagne, met een schildhoofd met het wapen van het voormalige graafschap Rethel. De vlag is geïnspireerd op het ontwerp van het wapen dat in 1950 is voorgesteld door Robert Louis.
Naast deze vlag is er een logovlag in gebruik.

Vlag van Champagne
Wapen van Rethel
Logovlag